# Oscar (futbolista brasileño)
Oscar dos Santos Emboaba Júnior (Americana, São Paulo, 9 de septiembre de 1991), conocido deportivamente como Oscar, es un futbolista brasileño que juega como centrocampista en el São Paulo F. C. de la Serie A de Brasil. También fue internacional absoluto con la selección de Brasil entre 2011 y 2015. Antes, representó a su país en las categorías sub-20 y olímpica.
Comenzó su carrera en el club brasileño San Roque. El 20 de agosto de 2011, anotó tres goles en la Final de la Copa Mundial de Fútbol Sub-20 de 2011, con victoria sobre Portugal, convirtiéndose en el primer jugador en marcar un triplete en la Copa Mundial de Fútbol Sub-20 de la FIFA. Más tarde describió su actuación en el torneo como una "puerta de entrada a la selección absoluta". Ganó su primer partido con la selección absoluta contra Argentina. Su primer gol llegó también contra Argentina en la derrota por 3-4 en junio de 2012.

## Trayectoria

### Inicios
Nacido en Americana, São Paulo, Oscar entró a la academia juvenil de União Barbarense a una edad temprana. Allí fue descubierto por un cazatalentos, que lo llevó a la capital del estado, donde se sumó al São Paulo FC en el 2004, a la edad de 13 años. Hizo su debut profesional en 2008. En 2009, hizo 11 apariciones con el primer equipo, con tan solo 17 años.

### S. C. Internacional
Oscar se unió al Internacional después de una disputa contractual con su ex club de São Paulo, con el agente alegando que el club no había pagado los sueldos que le habían prometido. En consecuencia, el representante de Oscar sostuvo que su contrato con el São Paulo era nulo y sin efecto, después de lo cual Oscar se unió al Internacional como un agente libre. São Paulo siguió reclamando que Oscar era de ellos y presentado recursos legales para intentar impedir que Oscar jugara para el Internacional en la Copa Libertadores. En su primera temporada en Internacional fue afectado por varias lesiones. Sin embargo, se destacó en la temporada 2010, en la que jugó 44 partidos, anotando 13 goles y 13 asistencias.

### Chelsea F. C.
Oscar había sido vinculado con varios equipos europeos en el verano de 2012. El 16 de julio de 2012, el Chelsea acordó una cuota de entre 20 y 25 millones de libras, valor no revelado oficialmente, con el Internacional para el traspaso de Oscar. El 21 de julio, el futbolista confirmó que había pasado el reconocimiento médico en Inglaterra. En ese momento estaba ahí con la selección brasileña disputando los Juegos Olímpicos de Londres 2012, pero afirmó que esperaría hasta el final del evento para decidir su futuro. Sin embargo, el 25 de julio, antes de que empezaran los Juegos Olímpicos, el Chelsea anunció en su página web oficial que el fichaje del Oscar se había completado; el brasileño usaría la camiseta número 11, hasta entonces llevada por la leyenda del Chelsea Didier Drogba.
El 19 de agosto de 2012, Oscar hizo su debut con el Chelsea entrando en el minuto 64 por Eden Hazard en el partido inaugural de la temporada 2012/13 ante el Wigan Athletic. En el siguiente partido, ante el Reading el 22 de agosto, Oscar entró en lugar de Ramires Santos do Nascimento en el minuto 57 y participó activamente en la victoria por 4-2 del equipo. La siguiente aparición de Oscar fue en la Supercopa de la UEFA contra el Atlético de Madrid en Mónaco, de nuevo sustituyendo a Ramires. El Chelsea terminó perdiendo el partido 4-1.
Oscar fue titular por primera vez en la temporada en el primer partido del Chelsea en la Liga de Campeones de la UEFA 2012-13 contra la Juventus. Después de marcar el 1-0 con un rebote en la defensa del equipo turinés, marcó otro impresionante, superando al portero de la Juventus, Gianluigi Buffon. A Oscar se le otorgó el premio al mejor jugador del partido. Oscar dijo sobre su segundo gol: "Estoy muy feliz de marcar dos goles en mi debut, pero habría sido mucho más feliz si el equipo hubiera ganado el partido. En Brasil, jóvenes sueñan con jugar en la Liga de Campeones y estoy muy orgulloso de haber realizado mi sueño".

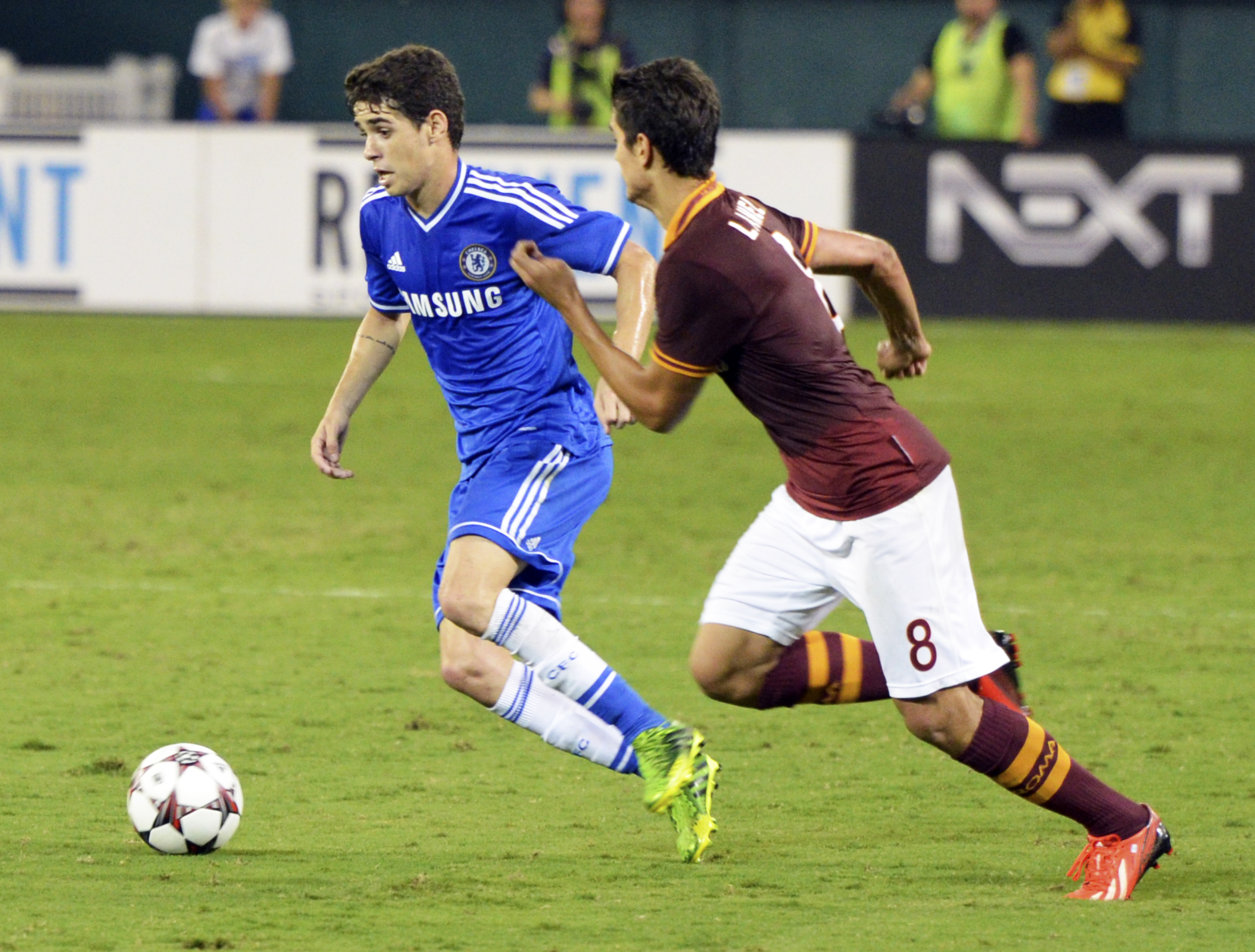
Oscar en un partido contra la Roma el 10 de agosto de 2013.

Oscar luego hizo su primera titularidad en la Premier League en la victoria por 1-0 sobre el Stoke City. Después de sus buenas actuaciones, Oscar se convirtió en titular regular en el centro del campo creativo de Roberto Di Matteo con Juan Mata y Eden Hazard. Oscar anotó su tercer gol de la temporada en la UEFA Champions League convirtiendo el 2-1 en la derrota del Chelsea a domicilio por el Shakhtar Donetsk. Oscar continuó su brillante récord de goles en Europa mediante una volea espectacular de 40 yardas en el partido de vuelta contra el Shakhtar en Stamford Bridge, en la que el Chelsea ganó 3-2. El 5 de diciembre del 2012, en la fase de grupos ante el Nordsjælland en la UEFA Champions League mete un gol en el minuto 71 quedando 6-1 el partido a favor de su equipo, aun así, la Juventus ganó ese mismo día y le arrebata el pase a octavos a Chelsea. El 21 de marzo del 2013 contra el Liverpool, metió un gol a pase de Juan Mata de saque de esquina, pero el partido quedó 2-2. Oscar disputó la final de la Liga Europa de la UEFA el 15 de mayo de 2013, siendo titular, recibiendo una tarjeta amarilla en los primeros veinte minutos y para que los noventa minutos después, se proclamara campeón de la Liga Europa de la UEFA con un buen rendimiento en el torneo, obteniendo su primer título con los blues.  

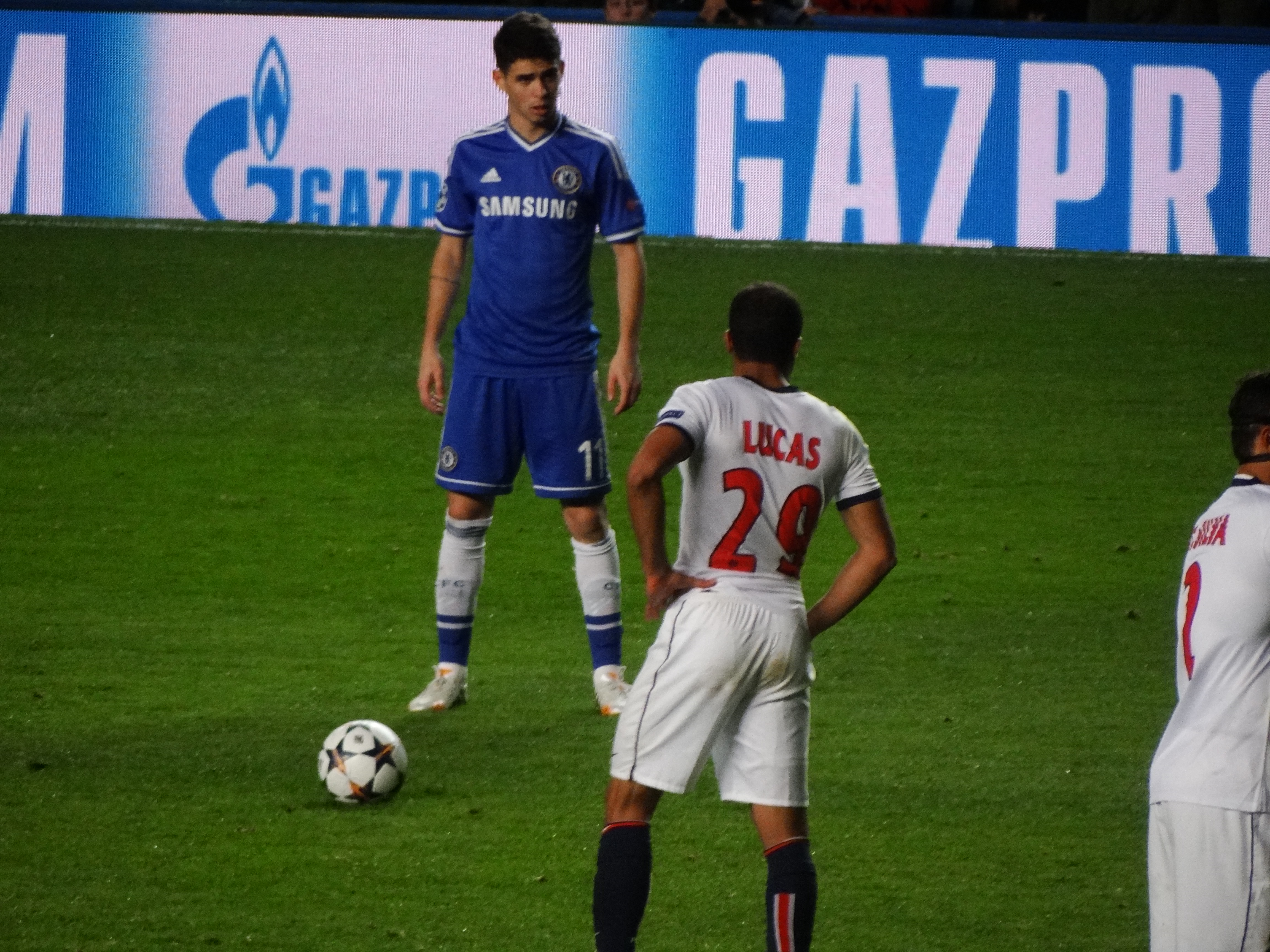
Oscar a punto de disparar un tiro libre en un partido contra el París Saint-Germain en la UEFA Champions League 2013-14.

A partir de la nueva temporada 2013-14, Oscar estaría a la órdenes de un personaje conocido en la institución de los blues, José Mourinho, después de que este último dejaría sus años con el Real Madrid para entrenar de vuelta al Chelsea. En la temporada Oscar metió un golazo de afuera del área mediante un pase de Romelu Lukaku, demostrando su buen potencial antes de la nueva temporada, ya que sabía que tenía que demostrar buenas actuaciones para sorprender a su nuevo entrenador y estar ahí por la titularidad. Su primer gol oficial en la temporada 2013-14 llegaría el 18 de agosto de 2013 contra el recién ascendido Hull City. En las últimas dos jornadas de la Premier League, Oscar solo daría una asistencia.

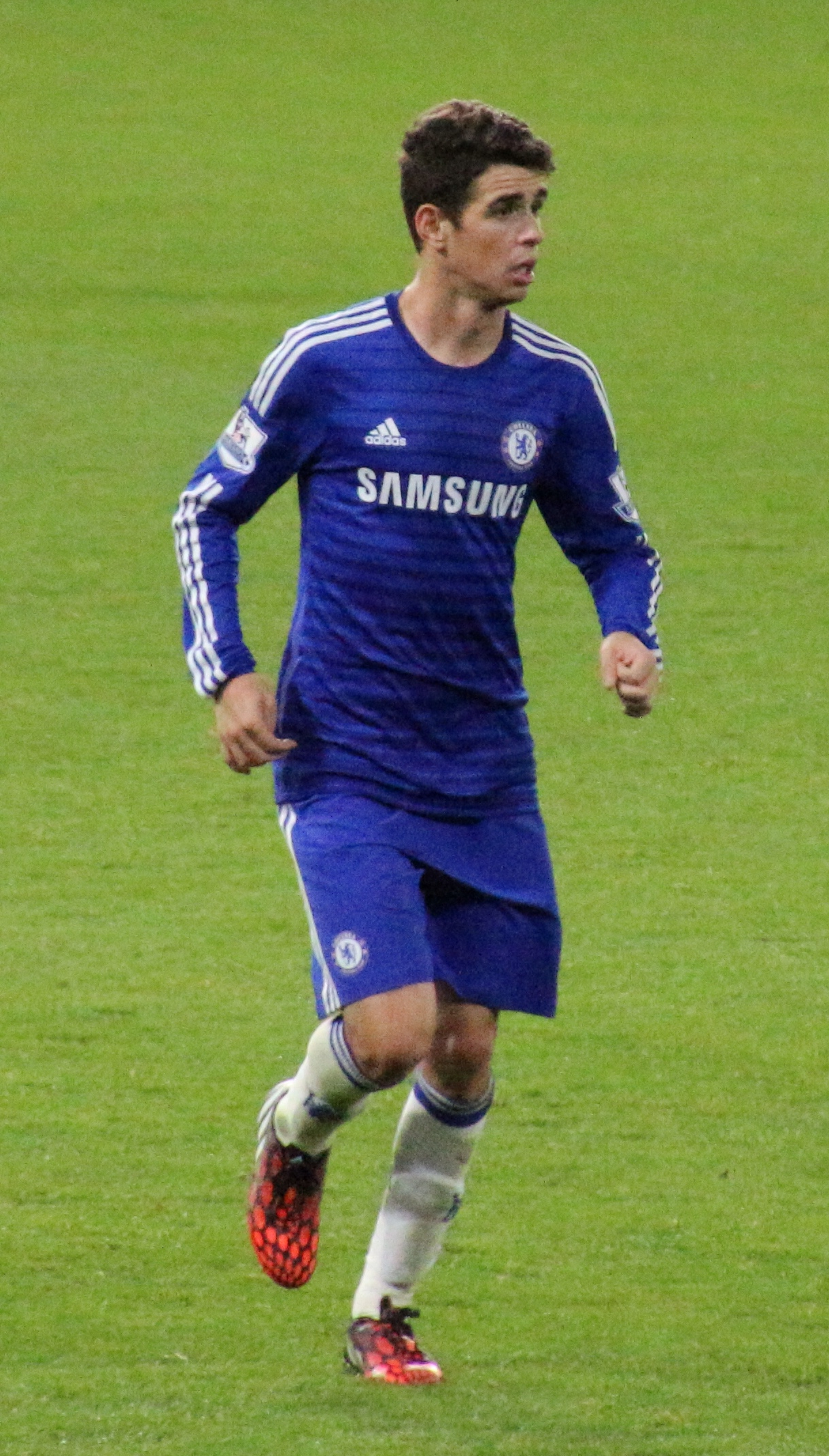
Oscar en 2014.

El 30 de agosto de 2013 el Chelsea se enfrentaría al Bayern Múnich en la Supercopa de Europa por haber ganado la Liga Europea de la UEFA la temporada pasada, mientras que el Bayern ganó la Liga de Campeones de la UEFA, y el partido quedaría 2-2, con un gol de Fernando Torres y otro de Eden Hazard para poner el empate, pero después Javi Martínez metería el gol para pasar a los penales donde Oscar metió uno de los goles de penal al guardameta Manuel Neuer, pero perdiendo por el penal fallado de Romelu Lukaku, quedando subcampeón. El 18 de septiembre en un partido de los blues contra el Basilea en la fase de grupos de la Liga de Campeones, el jugador brasileño recibiría un pase de Frank Lampard y marcaría un gol con la derecha, siendo éste su primer gol en la primera jornada, pero más tarde no serviría de mucho porque el Basilea daría la sorpresa ganándole al conjunto de Mourinho. Más tarde, en las siguientes jornadas de la Premier League, Oscar despertaría un olfato goleador metiendo varios goles contra equipos como el Norwich, desde adentro del área, Fulham, desde adentro del área, y por último contra el Cardiff City, un gol desde fuera del área y también repartiendo variadas asistencias para sus compañeros, generando victorias. Debido a la ida de su compañero Juan Mata al Manchester United, Oscar tendría casi la vía libre para ser titular indiscutible en el puesto de mediocampista ofensivo. En los siguientes días, en un partido contra el Stoke City, por la FA Cup, Oscar se despachó con un gol de tiro libre directo metiéndola al lado derecho del arquero, que sería el único gol del partido, metiendo a los blues a los octavos de final de tal competición, para enfrentarse contra el Manchester City. Después de que los de Mourinho quedasen eliminados en la FA Cup, se concentrarían en la Premier. El 22 de marzo del 2014, Oscar se despachó con un doblete en la victoria contra el Arsenal, ganando el partido 6-0. Marcaría su primer triplete el 31 de enero del 2016 en la victoria como visitantes 5-1 sobre MK Dons por la FA Cup 2015-16.

### Shanghái SIPG F. C.
El 23 de diciembre de 2016, después de unas temporadas irregulares en el Chelsea, el Shanghái SIPG FC de la Superliga de China hizo una oferta millonaria y exorbitante por el mediocampista brasileño. Se cree que la suma estaría entre los 65 M€ y 71 M€, convirtiéndose en el fichaje más caro de esa liga hasta la fecha y ganaría 25 M€.

### São Paulo F. C.
Luego de 14 años en el exterior regresa al club "Tricolor Paulista", donde firmó contrato hasta el 31 de diciembre de 2027.

## Selección nacional

### Categorías inferiores

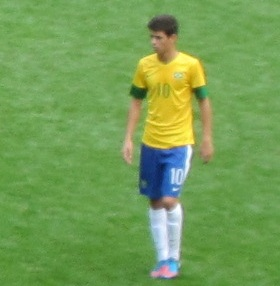
Oscar jugando para la Selección de Brasil en las Olimpiadas de 2012.

El 20 de agosto de 2011, Oscar anotó tres goles en la 2011 Copa Mundial Sub-20 de la victoria en la final de Copa contra Portugal, convirtiéndose en uno de los mejores momentos del jugador y el primer jugador en marcar un triplete en la Copa Mundial de Fútbol Sub-20. Este rendimiento se comparó inmediatamente al triplete de 1966 por Geoff Hurst, ya que solo es la segunda vez que un jugador marca tres goles en un partido de la Copa Mundial en una final.
Oscar fue convocado para la Selección de Brasil para competir en los Juegos Olímpicos de Londres de 2012 por Mano Menezes. Oscar protagonizó la victoria de Brasil por 3-2 sobre Egipto en el partido inaugural, proporcionando las asistencias para los goles de Rafael y Leandro Damião. En el próximo partido de Brasil, una victoria 3-1 sobre Bielorrusia, Oscar convirtió el tercer gol de la selección en el tiempo de descuento, después de haber jugado a través de Neymar, para enviar a los brasileños a los cuartos de final. Todos los goles en los Juegos Olímpicos fueron asistidos o anotados por Oscar y Neymar, los dos prodigios que son a la vez considerados los talentos excepcionales provenientes de Brasil. Oscar proporcionó dos asistencias, una a Rômulo y otro para Leandro Damião, cuando la selección derrotó a Corea del Sur por 3-0 en las semifinales en Old Trafford el 7 de agosto. Desafortunadamente Brasil perdió la final ante México por 2-1 con solo un gol de Hulk en la segunda mitad del encuentro.

### Selección absoluta
Oscar recibió su primera llamada a la selección absoluta como suplente en el empate 0-0 contra el clásico de Argentina. Por las frecuentes lesiones de Paulo Henrique Ganso, centrocampista ofensivo, vio aumentar sus oportunidades para el equipo nacional y a través de jugadas con más experiencia en un número de ocasiones. En junio de 2012, Oscar anotó su primer gol como internacional en un partido amistoso contra Argentina, que Brasil terminó perdiendo 3-4. Él también anotó un penal contra China, así como conseguir tres asistencias en la victoria por 8-0, antes de disparar un doblete contra Irak un mes después. Desde entonces, ha cogido gran confianza en la selección de su país. En un amistoso contra la Selección de Italia el 21 de marzo del 2013, marcó un gol, siendo asistido por Neymar, pero el partido quedó igualado 2-2. Oscar llegaría nuevamente a actuar el 9 de junio del 2013, en un partido amistoso, antes de la Copa Confederaciones, Oscar, metiendo un gol bien organizado con la asistencia de su compañero Fred. El seleccionador de la canarinha, Luiz Felipe Scolari, convocaría a Oscar para más partidos con la selección, y así Oscar se ganaría el puesto de mediocampista ofensivo de manera indiscutible. Debido a que la selección de Brasil es la sede del Copa Mundial de Fútbol de 2014, no disputa partidos de eliminatoria por ser sede/anfitrión, así que solo se disputarían amistosos, como el del 11 de octubre del 2013, donde Brasil jugó contra la República de Corea ganando a través de un 2-0, con un gol de Oscar, llevándose al guardameta y otro de falta directa de Neymar. En los mismos días, el 15 de octubre, Oscar firmaría un zapatazo con efecto desde fuera del área con la derecha, metiéndola en las redes, jugando un amistoso contra la selección de Zambia. El partido quedaría 2-0.
El 24 de abril de 2014, el entrenador de la selección brasileña, Luis Felipe Scolari, confirmó que Oscar estaría entre los 23 jugadores que representaría a Brasil en la Copa Mundial de Fútbol de 2014. Su inclusión fue ratificada el 7 de mayo de 2014, cuando Scolari publicó la lista final de jugadores.

#### Copa Mundial de Fútbol 2014
El 11 de junio de 2014, Oscar se perfiló como titular para el partido debut de la Copa del Mundo contra la Selección de Croacia. En su primer partido de Copa del Mundo, Oscar realizó un gran partido colectivo al igual que individual, repartiendo una asistencia a Neymar y un gol cercano al minuto 90. El encuentro terminó 3-1 con un gol suyo, y doblete de Neymar. En su primer partido mundialista, Oscar recibió buenas críticas internacionales por disputar un buen juego. Se retiró del Mundial con una histórica derrota ante Alemania en semifinales con un marcador de 7-1, el único gol de Brasil fue anotado por él, en los últimos minutos del partido.

### Participaciones en Copas del Mundo
| Mundial                        | Sede     | Resultado    | Partidos | Goles |
| ------------------------------ | -------- | ------------ | -------- | ----- |
| Copa Mundial Sub-20 de 2011    | Colombia | Campeón      | 7        | 3     |
| Copa Mundial de Fútbol de 2014 | Brasil   | Cuarto lugar | 7        | 2     |

### Participaciones en Copas Confederaciones
| Copa                      | Sede   | Resultado | Partidos | Goles |
| ------------------------- | ------ | --------- | -------- | ----- |
| Copa Confederaciones 2013 | Brasil | Campeón   | 5        | 0     |

## Estilo de juego
Oscar ha sido comparado a muchos jugadores como Mesut Özil, y el también brasileño Kaká debido a las capacidades de sus jugadas. Un excelente regateador, muy fluido y creativo en sus carreras. Como un creador de juego, tiene una gran visión y es capaz de entregar el pase preciso a sus compañeros de equipo. Además de sus habilidades de pase, tiene un tiro potente y preciso.

## Estadísticas

### Clubes
Actualizado de acuerdo al último partido jugado el 24 de mayo de 2025.
| Club                         | Div.          | Temporada     | Liga  | Liga  | Liga   | Estatales | Estatales | Estatales | Copas nacionales | Copas nacionales | Copas nacionales | Torneos internacionales | Torneos internacionales | Torneos internacionales | Total | Total | Total  |
| Club                         | Div.          | Temporada     | Part. | Goles | Asist. | Part.     | Goles     | Asist.    | Part.            | Goles            | Asist.           | Part.                   | Goles                   | Asist.                  | Part. | Goles | Asist. |
| ---------------------------- | ------------- | ------------- | ----- | ----- | ------ | --------- | --------- | --------- | ---------------- | ---------------- | ---------------- | ----------------------- | ----------------------- | ----------------------- | ----- | ----- | ------ |
| São Paulo F. C. · Brasil     | 1.ª           | 2008          | —     | —     | —      | —         | —         | —         | —                | —                | —                | 1                       | 0                       | 0                       | 1     | 0     | 0      |
| São Paulo F. C. · Brasil     | 1.ª           | 2009          | 11    | 0     | 3      | 1         | 0         | 0         | —                | —                | —                | 1                       | 0                       | 0                       | 13    | 0     | 3      |
| S. C. Internacional · Brasil | 1.ª           | 2010          | 5     | 0     | 0      | —         | —         | —         | —                | —                | —                | 1                       | 0                       | 0                       | 6     | 0     | 0      |
| S. C. Internacional · Brasil | 1.ª           | 2011          | 26    | 10    | 7      | 11        | 0         | 0         | —                | —                | —                | 7                       | 3                       | 3                       | 44    | 13    | 10     |
| S. C. Internacional · Brasil | 1.ª           | 2012          | 5     | 1     | 1      | 9         | 4         | 6         | —                | —                | —                | 6                       | 1                       | 5                       | 20    | 6     | 12     |
| S. C. Internacional · Brasil | Total club    | Total club    | 36    | 11    | 8      | 20        | 4         | 6         | 0                | 0                | 0                | 14                      | 4                       | 8                       | 70    | 19    | 22     |
| Chelsea F. C. Inglaterra     | 1.ª           | 2012-13       | 34    | 4     | 5      | —         | —         | —         | 12               | 2                | 3                | 18                      | 6                       | 1                       | 64    | 12    | 9      |
| Chelsea F. C. Inglaterra     | 1.ª           | 2013-14       | 33    | 8     | 2      | —         | —         | —         | 3                | 2                | 0                | 11                      | 1                       | 5                       | 47    | 11    | 7      |
| Chelsea F. C. Inglaterra     | 1.ª           | 2014-15       | 28    | 6     | 8      | —         | —         | —         | 6                | 1                | 1                | 7                       | 0                       | 0                       | 41    | 7     | 9      |
| Chelsea F. C. Inglaterra     | 1.ª           | 2015-16       | 27    | 3     | 3      | —         | —         | —         | 6                | 3                | 1                | 7                       | 2                       | 1                       | 40    | 8     | 5      |
| Chelsea F. C. Inglaterra     | 1.ª           | 2016-17       | 9     | 0     | 1      | —         | —         | —         | 2                | 0                | 0                | —                       | —                       | —                       | 11    | 0     | 1      |
| Chelsea F. C. Inglaterra     | Total club    | Total club    | 131   | 21    | 19     | 0         | 0         | 0         | 29               | 8                | 5                | 43                      | 9                       | 7                       | 203   | 38    | 31     |
| Shanghái Port F. C. China    | 1.ª           | 2017          | 22    | 3     | 9      | —         | —         | —         | 6                | 3                | 3                | 12                      | 3                       | 2                       | 40    | 9     | 14     |
| Shanghái Port F. C. China    | 1.ª           | 2018          | 29    | 12    | 18     | —         | —         | —         | 3                | 0                | 0                | 8                       | 4                       | 0                       | 40    | 16    | 18     |
| Shanghái Port F. C. China    | 1.ª           | 2019          | 28    | 9     | 13     | —         | —         | —         | 4                | 2                | 0                | 10                      | 3                       | 4                       | 42    | 14    | 17     |
| Shanghái Port F. C. China    | 1.ª           | 2020          | 16    | 5     | 8      | —         | —         | —         | 1                | 1                | 0                | 6                       | 0                       | 2                       | 23    | 6     | 10     |
| Shanghái Port F. C. China    | 1.ª           | 2021          | 22    | 5     | 11     | —         | —         | —         | 3                | 0                | 4                | —                       | —                       | —                       | 25    | 5     | 15     |
| Shanghái Port F. C. China    | 1.ª           | 2022          | 3     | 1     | 1      | —         | —         | —         | 2                | 1                | 1                | —                       | —                       | —                       | 5     | 2     | 2      |
| Shanghái Port F. C. China    | 1.ª           | 2023          | 30    | 9     | 13     | —         | —         | —         | 2                | 0                | 0                | 1                       | 0                       | 0                       | 33    | 9     | 13     |
| Shanghái Port F. C. China    | 1.ª           | 2024          | 29    | 14    | 22     | —         | —         | —         | 5                | 1                | 1                | 6                       | 1                       | 6                       | 40    | 16    | 29     |
| Shanghái Port F. C. China    | Total club    | Total club    | 179   | 58    | 95     | 0         | 0         | 0         | 26               | 8                | 9                | 43                      | 11                      | 14                      | 248   | 77    | 118    |
| São Paulo F. C. · Brasil     | 1.ª           | 2025          | 3     | 0     | 0      | 12        | 2         | 4         | 1                | 0                | 1                | 2                       | 0                       | 0                       | 18    | 2     | 5      |
| São Paulo F. C. · Brasil     | Total club    | Total club    | 14    | 0     | 3      | 13        | 2         | 4         | 1                | 0                | 1                | 4                       | 0                       | 0                       | 32    | 2     | 8      |
| Total carrera                | Total carrera | Total carrera | 360   | 90    | 125    | 33        | 6         | 10        | 56               | 16               | 15               | 104                     | 24                      | 29                      | 553   | 136   | 179    |
| 1. 2. 3. 4.                  |               |               |       |       |        |           |           |           |                  |                  |                  |                         |                         |                         |       |       |        |

### Selecciones nacionales
Actualizado de acuerdo al último partido jugado el 18 de noviembre de 2015.
| Sub-20 · Brasil   | 2011              | 10 | 3  | 4  | — | — | — | 9 | 0 | 2 | 7  | 3 | 3  | 26 | 6  | 9  |
| Sub-20 · Brasil   | Total             | 10 | 3  | 4  | 0 | 0 | 0 | 9 | 0 | 2 | 7  | 3 | 3  | 26 | 6  | 9  |
| Sub-23 · Brasil   | 2012              | —  | —  | —  | — | — | — | — | — | — | 6  | 1 | 3  | 6  | 1  | 3  |
| Sub-23 · Brasil   | Total             | 0  | 0  | 0  | 0 | 0 | 0 | 0 | 0 | 0 | 6  | 1 | 3  | 6  | 1  | 3  |
| Absoluta · Brasil | 2011              | 2  | 0  | 0  | — | — | — | — | — | — | —  | — | —  | 2  | 0  | 0  |
| Absoluta · Brasil | 2012              | 10 | 4  | 6  | — | — | — | — | — | — | —  | — | —  | 10 | 4  | 6  |
| Absoluta · Brasil | 2013              | 11 | 4  | 1  | — | — | — | — | — | — | 5  | 0 | 2  | 16 | 4  | 3  |
| Absoluta · Brasil | 2014              | 9  | 1  | 4  | — | — | — | — | — | — | 7  | 2 | 2  | 16 | 3  | 6  |
| Absoluta · Brasil | 2015              | 1  | 1  | 0  | 3 | — | — | — | — | — | —  | — | —  | 4  | 1  | 0  |
| Absoluta · Brasil | Total             | 33 | 10 | 11 | 3 | 0 | 0 | 0 | 0 | 0 | 12 | 2 | 4  | 48 | 12 | 15 |
| Total selecciones | Total selecciones | 43 | 13 | 15 | 3 | 0 | 0 | 9 | 0 | 2 | 25 | 6 | 10 | 80 | 19 | 27 |
| 1. 2. 3.          |                   |    |    |    |   |   |   |   |   |   |    |   |    |    |    |    |

### Hat-tricks
| 1 | 31 de enero de 2016 | Stadium MK, Milton Keynes  | MK Dons - Chelsea FC                |  | 1 - 5 | FA Cup 2015-16            |
| 2 | 3 de marzo de 2018  | Shanghai Stadium, Shanghái | Shanghái Port - Dalian Yifang       |  | 8 - 0 | Superliga China 2018      |
| 3 | 21 de mayo de 2019  | Shanghai Stadium, Shanghái | Shanghái Port - Ulsan Hyundai F. C. |  | 5 - 0 | AFC Champions League 2019 |

### Resumen estadístico
| Torneo                  | Part. | Goles | Asist. |
| ----------------------- | ----- | ----- | ------ |
| Liga                    | 360   | 90    | 125    |
| Torneos estatales       | 33    | 6     | 10     |
| Copas nacionales        | 56    | 16    | 15     |
| Torneos internacionales | 104   | 24    | 29     |
| Selección de Brasil     | 48    | 12    | 15     |
| Total                   | 601   | 148   | 194    |

## Palmarés

### Campeonatos regionales
| Título            | Club                | Estado             | Año  |
| ----------------- | ------------------- | ------------------ | ---- |
| Campeonato Gaúcho | S. C. Internacional | Río Grande del Sur | 2011 |
| Campeonato Gaúcho | S. C. Internacional | Río Grande del Sur | 2012 |

### Campeonatos nacionales
| Título             | Club                | País       | Año  |
| ------------------ | ------------------- | ---------- | ---- |
| Serie A            | São Paulo F. C.     | Brasil     | 2008 |
| Copa de la Liga    | Chelsea F. C.       | Inglaterra | 2015 |
| Premier League     | Chelsea F. C.       | Inglaterra | 2015 |
| Premier League     | Chelsea F. C.       | Inglaterra | 2017 |
| Superliga de China | Shanghái Port F. C. | China      | 2018 |
| Supercopa de China | Shanghái Port F. C. | China      | 2019 |
| Superliga de China | Shanghái Port F. C. | China      | 2023 |
| Superliga de China | Shanghái Port F. C. | China      | 2024 |
| Copa de China      | Shanghái Port F. C. | China      | 2024 |

### Campeonatos internacionales
| Título                        | Equipo              | Sede         | Año  |
| ----------------------------- | ------------------- | ------------ | ---- |
| Sudamericano Sub-20           | Selección de Brasil | Perú         | 2011 |
| Copa Mundial de Fútbol Sub-20 | Selección de Brasil | Colombia     | 2011 |
| Recopa Sudamericana           | S. C. Internacional | Porto Alegre | 2011 |
| Juegos Olímpicos              | Selección de Brasil | Londres      | 2012 |
| Liga Europa de la UEFA        | Chelsea F. C.       | Ámsterdam    | 2013 |
| Copa Confederaciones          | Selección de Brasil | Brasil       | 2013 |

## Vida privada
A la edad de 18 años se casó con Ludmila Mizuno su amor de toda la vida, Mizuno es una chica de asendencia japonesa. El 5 de junio del 2014 nació su primera hija, Julia, en un hospital de Brasil, a puertas del mundial, justo cuando Oscar ya se encontraba concentrando con la selección brasileña. El 24 de noviembre de 2015 Oscar confirmó que sería padre por segunda vez y que probablemente fuera un niño.